# William Oswald Mills
William Oswald Mills (ur. 12 sierpnia 1924, zm. 24 maja 1973) – amerykański polityk, członek Partii Republikańskiej. W latach 1971–1973 był przedstawicielem pierwszego okręgu wyborczego w stanie Maryland w Izbie Reprezentantów Stanów Zjednoczonych.